# Ордина (деревня)
Ордина — деревня в Белозерском районе Курганской области. Входит в состав Скатинского сельсовета.

## История
До 1917 года входила в состав Мендерской волости Курганского уезда Тобольской губернии. По данным на 1926 год состояла из 118 хозяйств. В административном отношении входила в состав Скатинского сельсовета Белозерского района Курганского округа Уральской области.

## Население
| 1912 | 1926 | 1989 | 2002 | 2010 |
| ---- | ---- | ---- | ---- | ---- |
| 429  | ↗500 | ↘70  | ↘61  | ↘30  |

По данным переписи 1926 года в деревне проживало 500 человек (230 мужчин и 270 женщин), в том числе: русские составляли 100 % населения.